# Transfusionsmedizin
Die Transfusionsmedizin ist das Teilgebiet der Medizin, das sich mit der Herstellung, Wirksamkeit, Sicherheit (siehe auch Virusinaktivierung) und Verträglichkeit allogener Blut- und Gewebeprodukte sowie der Verträglichkeit allogener Organ- und Stammzelltransplantate beschäftigt.
Zur Transfusionsmedizin gehört die Gewinnung von Blutkonserven und anderen Blutprodukten, die Aufrechterhaltung von Blutbanken und die Bereitstellung der Blutprodukte für die jeweiligen Fachgebiete, vor allem in der Chirurgie, Notfallmedizin und Onkologie. Zusätzlich beschäftigt sich die Transfusionsmedizin mit der Immunhämatologie und der Diagnostik von verschiedenen hämatologischen Erkrankungen.
Viele transfusionsmedizinische Institute unterhalten eigene Blutspenderzentren.

## Richtlinien
Im Bereich der Hämotherapie bzw. Transfusionsmedizin gelten verschiedene Richtlinien.

## Transfusionsmediziner

### Weiterbildung zum Facharzt
Um nach einem absolvierten Medizinstudium in Deutschland als Facharzt für Transfusionsmedizin tätig zu werden, bedarf es einer fünfjährigen Weiterbildungszeit bei einem Weiterbildungsbefugten an einer Weiterbildungsstätte gemäß § 5 Abs. 1 Satz 1 der Weiterbildungsordnung:
- 3 Jahre Transfusionsmedizin in Transfusionsdiensten oder transfusionsmedizinischen Instituten, hierauf anrechenbar
  - 12 Monate Laboratoriumsmedizin oder
  - 6 Monate Mikrobiologie, (Virologie) und Infektionsepidemiologie.
- 24 Monate in der stationären Patientenversorgung im Gebiet Anästhesiologie oder Chirurgie oder Gynäkologie oder Herzchirurgie oder Innere Medizin und Allgemeinmedizin oder Kinderchirurgie oder Laboratoriumsmedizin oder Orthopädie oder Plastische Chirurgie oder Urologie (davon können 6 Monate im ambulanten Bereich abgeleistet werden).

Ein Jahr darf bei einem niedergelassenen Arzt abgeleistet werden.

### Statistiken
Am 1. Januar 2001 waren 506 Transfusionsmediziner registriert, von denen 21 niedergelassen waren. 80 übten keine ärztliche Tätigkeit aus.
Stand 31. Dezember 2020 waren 584 Transfusionsmediziner berufstätig laut Ärztestatistik der Bundesärztekammer.

## Situation in anderen Ländern
Dänemark
In Dänemark werden die Inhalte vom Fachgebiet "Klinische Immunologie" abgedeckt.
Norwegen
In Norwegen gehören die Inhalte zum Facharzt für "Immunologie und Transfusionsmedizin"
Vereinigtes Königreich
Im Vereinigten Königreich ist Transfusionsmedizin eine Subspezialisierung der Hämatologie.
Niederlande
In den Niederlanden gibt es den Facharzt für Donormedizin (Donorgeneeskunde) der ein Spezialgebiet der Fachrichtung Öffentliches Gesundheitswesen (Maatschappij en Gezondheid) darstellt. Teilgebiete werden vom Fachgebiet Hämatologie abgedeckt.

## Forschungsbereiche
Die Sicherheit und Wirksamkeit werden als neue Forschungsbereiche für die Transfusionsmedizin vorgeschlagen, als auch die Anerkennung der inzwischen nachgewiesenen schwerwiegenden Komplikationen von Transfusionen, einschließlich nosokomialer Infektionen, Thrombosen, Entzündungen und Multiorganversagen.